# The Birth of the Blues
The Birth of the Blues ist ein Song, den Ray Henderson (Musik), B. G. DeSylva und Lew Brown (Text) verfassten und 1926 veröffentlichten.

## Hintergrund
Vorgestellt wurde das Lied erstmals von dem Entertainer Harry Richman (1895–1972) in der Revue George White’s Scandals of 1926 im New Yorker Apollo Theater. Zwar gibt das Notenblatt die Spielweise mit tempo di Blues an. Dennoch ist dies kein Bluessong, wie schon die Liedform AABA verdeutlicht. Die einzige Blue Note des in C-Dur geschriebenen Lieds ist die verminderte Terz im Verse.

## Erste Aufnahmen
Harry Richmans Aufnahme des Songs (Vocalion 15412) kam 1926 auf #4 der US-Charts. Zu weiteren Musikern, die den Song ab 1926 aufnahmen, gehörte das Paul Whiteman Orchestra, dessen Version von George Gershwin arrangiert war, ferner Leo Reisman, Sam Lanin, die Gennett-Studioformation The Vagabonds (u. a. mit Tommy Dorsey, Adrian Rollini, Stan King und dem Sänger Arthur Fields) und das Vokalensemble The Revelers. In Berlin spielten den Titel die Orchester Bernard Etté und Efim Schachmeister ein.
Mit einer deutschen Textversion “Die Nacht ist dein, Jonny” nahm der Schlagersänger Luigi Bernauer das Lied mit Orchesterbegleitung bei Homocord in Berlin auf.

## Spätere Coverversionen
In späteren Jahren wurde der Song häufig gecovert, u. a. von Shirley Bassey, Cab Calloway, Ray Charles, Bing Crosby/Jack Teagarden Orchester, Sammy Davis junior, Benny Goodman, Oscar Peterson, Frank Sinatra und Dinah Washington. Der Diskograf Tom Lord listet im Bereich des Jazz insgesamt 257 (Stand 2015) Coverversionen. 1941 sang Bing Crosby The Birth of the Blues als Titelsong des gleichnamigen Musikfilms von Victor Schertzinger; 1948 spielte ihn Ted Lewis in When My Baby Smiles at Me (Regie: Walter Lang). Lucille Norman interpretierte ihn 1951 in Painting the Clouds with Sunshine (Regie: David Butler), Gordon MacRae in der DeSylva-Henderson Filmbiografie The Best Things in Life Are Free (1956, Regie: Michael Curtiz). Bruno Balz schrieb eine deutschsprachige Fassung (Othello), die von Zarah Leander 1961 mit dem FFB-Orchester unter Leitung von Friedrich Schröder auf Ariola aufgenommen wurde. In der US-amerikanischen Polit-Serie House of Cards singt Hauptdarsteller Kevin Spacey das Lied in seiner Rolle als Frank Underwood.